# Pikknurme
Pikknurme är en by (estniska: küla) i Põltsamaa kommun i landskapet Jõgevamaa i östra Estland. Byn ligger där Riksväg 2 mellan Tallinn och Tartu korsar ån Pikknurme jõgi.
I kyrkligt hänseende hör byn till Kursi församling inom den Estniska evangelisk-lutherska kyrkan.
Före kommunreformen 2017 hörde byn till dåvarande Puurmani kommun.